# Calotes emma
Calotes emma är en ödleart som beskrevs av  Gray 1845. Calotes emma ingår i släktet Calotes och familjen agamer.

## Underarter
Arten delas in i följande underarter:
- C. e. alticristatus
- C. e. emma